# Burney (motorfietsmerk)
Burney is een Brits historisch merk van motorfietsen.
De bedrijfsnaam was: Burney, Baldwin & Co., John Warwick works, Reading, later Twyford (Berkshire) en Shalford (Surrey).
Cecil Burney, die eerst betrokken was bij Blackburne, dat toen nog Burney & Blackburne heette, construeerde voor zijn eigen merk een 497cc-eencilindermotor met buitenliggend vliegwiel, een Sturmey-Archer drieversnellingsbak en volledige kettingaandrijving. Het motorontwerp was van Cecil's broer Edward Alexander ("Alick") Burney, die voor de Eerste Wereldoorlog de Blackburne-motoren en na de oorlog de Powell-motoren had ontworpen. Cecil's compagnon en financier Captain Oliver.M. Baldwin was een bekende coureur in die dagen. In 1924 werd de eencilinder met kleine wijzigingen verder geproduceerd. Er kwam een nieuwe voorvork en een comfortabeler zadel. Er werden maar kleine aantallen gebouwd en de afwerking stond op een hoog peil. Dat maakte de machine wel duur in vergelijking met de concurrentie. In 1925 lag de productie stil. In 1926 kwam er een nieuwe machine, dit keer met een 680cc-zijklep-V-twin van JAP. Dit model had een twist grip bediening voor het gas en de ontsteking. Ook deze machine was weer goed afgewerkt, maar werd ook geen succes en in 1927 werd de productie beëindigd.